# Čedo Jovićević
Čedo Jovićević (Žabljak, 14. lipnja 1952. − Zagreb, 11. travnja 2020.), bio je nogometaš i nogometni trener.

## Igračka karijera
Čedo Jovićević igrao je za Lovćen iz Cetinja (1968. – 1972.), a potom je prešao igrati za zagrebački Dinamo (1972. – 1982.) za kojega je ukupno odigrao 390 utakmica i postigao 11 pogodaka.

### Igračke karakteristike
Vrlo pouzdan lijevi branič, borben, odlična pregleda igre i dobre igre glavom.

## Trenerska karijera
Nakon završetka igračke karijere ostao je u nogometu kao trener. Prvotno je radio u Dinamovoj omladinskoj školi Hitrec–Kacian (1982. – 1986.) a zatim u Slavoniji iz Požege (1986. – 1987.), Radniku iz Velike Gorice (1987. – 1988.), Samoboru kao glavni trener (1988. – 1989.), bio je pomoćnik treneru Josipu Kužeu u zagrebačkome Dinamu (1989. – 1991.), a potom je otišao u Španjolsku. U madridskome Realu bio je trenerom pionira i juniora (1991. – 1996.), a potom je radio u Valladolidu (1996. – 2000.), Jerezu kao glavni trener (2000. – 2002.), Zamori (2002. – 2003.) i Marbelli (od 2003).

## Priznanja

### Igračka

#### Klupska
Dinamo Zagreb
- Prva savezna liga (1): 1981./82.
- Kup maršala Tita (1): 1979./80.
- Balkanski kup (1): 1977.

## Obiteljska tradicija
Njegov sin Igor Jovićević također je bio profesionalni nogometaš i sada trener.

## Vanjske poveznice
- Čedomir Jovičević  Arhivirana inačica izvorne stranice od 12. travnja 2020. (Wayback Machine), povijest.gnkdinamo.hr